# Requisito (sistemas)
En la ingeniería de desarrollo de sistemas, un requisito es una necesidad documentada sobre el contenido, forma o funcionalidad de un producto o servicio. Se usa en un sentido formal en la ingeniería de sistemas, ingeniería de software e ingeniería de requisitos.
En la ingeniería clásica, los requisitos se utilizan como datos de entrada en la etapa de diseño del producto. Establecen qué debe hacer el sistema, pero no cómo hacerlo.
La fase de captura, elicitación y registro de requisitos puede estar precedida por una fase de análisis conceptual del proyecto. Esta fase puede dividirse en recolección de requisitos, análisis de consistencia e integridad, definición en términos descriptivos para los desarrolladores y un esbozo de especificación, previo al diseño completo.

## ¿Qué es un requisito?
- Condición o capacidad que un usuario necesita para poder resolver un problema o lograr un objetivo (IEEE).
- Condición o capacidad que debe exhibir o poseer un sistema para satisfacer un contrato, estándar, especificación, u otra documentación formalmente impuesta (IEEE).
- Una condición o capacidad que debe ser conformada por el sistema (RUP).
- Algo que el sistema debe hacer o una cualidad que el sistema debe poseer (Robertson - Robertson).

## Requisitos en ingeniería de software y sistemas
En ingeniería de sistemas existen tres tipos de requisitos.
- Un requisito funcional puede ser una descripción de lo que un sistema debe hacer. Este tipo de requisito especifica algo que el sistema entregado debe ser capaz de realizar.
- Un requisito no funcional: de rendimiento, de calidad, etc; especifica algo sobre el propio sistema, y cómo debe realizar sus funciones. Algunos ejemplos de aspectos solicitables son la disponibilidad, el testeo, el mantenimiento, la facilidad de uso, etc.
- Otros tipos de limitaciones externas, que afectan en una forma indirecta al producto. Estas pueden ir desde la compatibilidad con cierto sistema operativo hasta la adecuación a leyes o regulaciones aplicables al producto

Una colección de requisitos describe las características o atributos del sistema deseado. Se omite el cómo debe lograrse su implementación, ya que esto debe ser decidido en la etapa de diseño por los diseñadores.
En la ingeniería de software se aplica el mismo significado, sólo que el énfasis está puesto en el propio software.
Pseudorrequisitos: Son aquellos referidos al entorno donde será instalado o implementado el sistema, que determinan en gran medida su desarrollo, pueden ser cuestiones como hardware y software.
[cita requerida]

## Características
Los requisitos bien formulados deben satisfacer varias características. Si no lo hacen, deben ser reformulados hasta hacerlo.
- No ambiguo: El texto debe ser claro, preciso y tener una única interpretación posible.
- Conciso: Debe redactarse en un lenguaje comprensible por los inversores en lugar de uno de tipo técnico y especializado, aunque aun así debe referenciar los aspectos importantes.
- Consistente: Ningún requisito debe entrar en conflicto con otro requisito diferente, ni con parte de otro. Asimismo, el lenguaje empleado entre los distintos requisitos debe ser consistente también.
- Completo: Los requisitos deben contener en sí mismos toda la información necesaria, y no remitir a otras fuentes externas que los expliquen con más detalle.
- Alcanzable: Un requisito debe ser un objetivo realista, posible de ser alcanzado con el dinero, el tiempo y los recursos disponibles.
- Verificable: Se debe poder verificar con absoluta certeza, si el requisito fue satisfecho o no. Esta verificación puede lograrse mediante inspección, análisis, demostración o testeo.

Estas características suelen ser subjetivas, es decir, no pueden ser calculadas de forma automática por ningún sistema. Por ello, se tiende a utilizar métricas o indicadores que sí que pueden ser calculados de forma automática y que, de algún modo, pueden contribuir a ponderar las anteriores características.

### Análisis de requisitos
Artículo principal: Ingeniería de requisitos
La etapa en que se estudian los requisitos para verificar que estén correctamente adecuados a las características mencionadas es conocida como Análisis de requisitos. En la misma se enfocan e intentan solucionar las deficiencias que los requisitos puedan tener.